# Château Latour

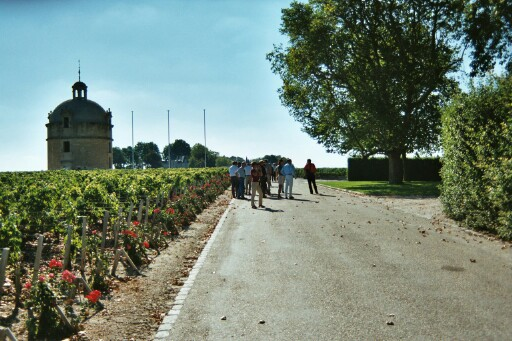
Reben von Latour

Das Château Latour in Pauillac bei Bordeaux ist eines der berühmtesten Weingüter der Welt.

## Lage
Château Latour liegt im äußersten Südosten der Gemeinde Pauillac im Vorort St. Lambert an der Grenze zu Saint-Julien, in der Region Médoc nordwestlich von Bordeaux. Nur ca. dreihundert Meter östlich liegt die Trichtermündung Gironde. Man findet das Château Latour ca. 400 m westlich der „Route du Vin“, von der Départementstraße No. 2 in Nachbarschaft des Château Pichon-Longueville-Comtesse de Lalande.

## Weine

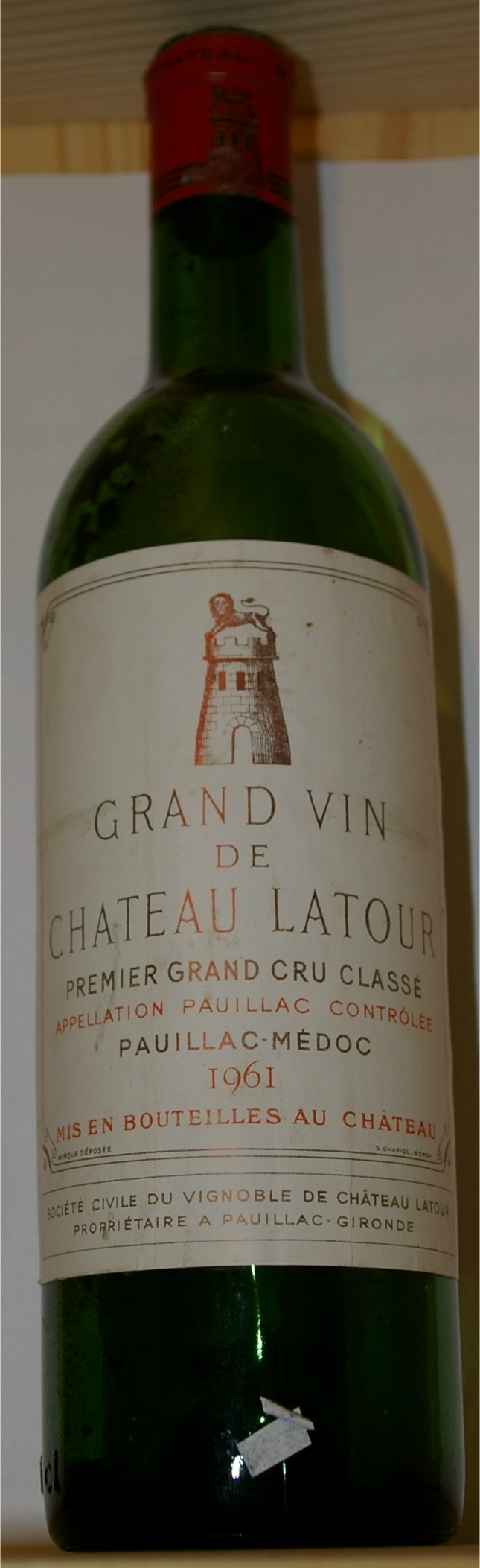
Château Latour 1961

Die Rebfläche beträgt 65 ha; sie ist zu 75 % mit Cabernet Sauvignon bestockt, zu 20 % mit Merlot, zu 4 % mit Cabernet Franc und zu 1 % mit Petit Verdot.
Das Weingut produziert drei Sorten Weine, sämtlich Rotweine. Zusätzlich zu seinem weltberühmten 'Grand Vin de Château Latour' produziert es seit 1966 den Zweitwein 'Les Forts de Latour', und seit 1990 einen dritten Wein, der schlicht 'Pauillac' genannt wird bzw. 'Pauillac de Latour'. Der Grand Vin hat generell 75 % Cabernet Sauvignon, 20 % Merlot, 4 % Cabernet Franc und 1 % Petit Verdot.
Château Latour wurde vom Önologen Jacques Boissenot (1938–2014) sowie dessen Sohn Eric begleitet und beraten.

## Jahrgänge
Die besten Jahrgänge Château Latour sind lt. Hersteller 1945, 1959, 1961, 1982, 1989, 1990, 1996, 2000, 2003 und 2005.
Latour hat eine lange Reputation für Höchstklassewein. Die besten Weine wurden von dem Weinkritiker Robert Parker mit 98 bis 100 Parker-Punkten ausgezeichnet: die Jahrgänge 1899 (Weinbewertung: 98 PP), 1928 (100 PP), 1949 (98 PP), 1961 (100 PP), 1970 (98 PP), 1982 (100 PP), 1996 (99 PP), 2000 (98+ PP) und 2003 (100 PP).
Der Wein von Latour wird im Allgemeinen als sehr kraftvoll angesehen. Er braucht auch im Vergleich zu anderen Bordeaux-Weinen eine lange Kellerreife, bevor sich sein überragendes Potenzial entfaltet.

## Geschichte
Das Land von Latour wurde mindestens seit dem frühen 14. Jahrhundert bebaut. Im späten 14. Jahrhundert erbaute man eine befestigte Anlage 300 Meter von der Gironde-Mündung, um die Mündung gegen Angriffe im „Hundertjährigen Krieg“ verteidigen zu können. Der Festungsturm, La Tour en Saint-Maubert, ergab den Namen dieses Weingutes rund um die Festung. All dies war in englischem Besitz bis zum Vertrag von Castillon 1453.
Der originale Turm existiert nicht mehr, aber in den Jahren um 1620 wurde ein Rundturm mit dem Namen La Tour de Saint-Lambert auf dem Gut erbaut. Und da der neuere Turm mit seiner Rundkuppel eher ein Taubenschlag ist, dient das Bild des alten Turmes weiter als Markenzeichen des Weingutes.
Obwohl es an dieser Stelle Weinbau mindestens seit dem 14. Jahrhundert gab, begann die Geschichte von Latour als einem der besten Weingüter der Erde erst im späten 17. Jahrhundert, als der Erbe Alexandre de Ségur das Château Lafite 1716 seinem Besitz hinzufügte. 1718 erweiterte sein Sohn Nicolas-Alexandre de Ségur den Besitz, indem er auch noch Château Mouton und Château Calon kaufte, und Weine von großartiger Qualität zu produzieren begann. In einem Schreiben vom 24. Mai 1787 bescheinigt Thomas Jefferson den Weinen den Rang eines premier Cru.
Obwohl das Gut nach Kriterien der Wertschätzung hinter Château Lafite rangierte, gewannen die Weine von Latour an Statur und waren um 1800 zwanzigmal so teuer wie normaler Bordeauxwein. Die Klassifikation des Gutes als eines der vier Premier-Cru-Gütern, die 1855 erfolgte, sicherte den kontinuierlichen Erfolg. 1860 wurde das aktuelle Schlossgebäude erstellt.
1963 gelangte das Gut aus dem Besitz der Familie Ségur, als Erben einen Anteil von 75 % an die britischen Gesellschaften Harveys of Bristol und an die Gruppe Pearson verkauften. 1989 wurde das Gut von Allied Lyons für umgerechnet ca. 180 Millionen Euro gekauft. 1993 kam es in französischen Besitz zurück, als der Geschäftsmann François Pinault es für ungefähr 130 Millionen Euro kaufte.
Aufgrund seines Status als Premier Cru-Gut gilt für Château Latour nun eine gesetzliche Einschränkung. Das Gut darf als „Nationales Kulturgut“ nicht an Ausländer verkauft werden. Ein eventueller Erwerber muss Franzose sein.
Die großen Jahrgänge von Latour sind berühmt für ihre Langlebigkeit, benötigen jedoch auch eine deutlich längere Zeit der Reife als andere große Rotweine. Das Weingut ist ebenso für seine Verlässlichkeit bekannt, großartige Weine auch in kleineren Jahren produzieren zu können, wenn andere Weingüter nur vergleichsweise unbefriedigenden Wein einbringen. Latour war auch das erste Gut unter den Premier Crus, das seine gesamte Produktion zu modernisieren begann, indem man die alten Eichengärbottiche bereits in den 1960er Jahren gegen Edelstahltanks austauschte.

## Inhaber, Klassifikation, Strategien
Das Gut ist im Besitz des französischen Milliardärs François Pinault.
Bei der Bewertung der Weingüter von Bordeaux anlässlich der Weltausstellung in Paris 1855 wurde die herausragende Stellung von Latour mit dem Rang eines Premier Cru Classé gekrönt. Diese Bewertung erfolgte entlang der in Handelskreisen langjährig geführten Ranglisten nach erzielbaren Verkaufspreisen der Weine. Außer Latour in Pauillac fanden sich in der offiziellen Klassifikation von 1855 nur die Weingüter Château Lafite-Rothschild im gleichen Ort, Château Haut-Brion in Pessac, und Château Margaux als Premier-Cru-Weingüter. 1973 kam als fünftes Gut das aufgestufte Château Mouton-Rothschild hinzu.
Das Château Latour ist Bestandteil des Luxusgüter-Konzerns PPR (Pinault-Printemps-Redoute), zu dem Marken wie Gucci und Puma gehören und bis vor kurzem auch die berühmte Kaufhauskette Les Printemps in Paris. Die Inhaber, Vater Francois und Sohn Francois-Henri Pinault, gehören zu den zehn wohlhabendsten Personen Frankreichs und stehen im Wettbewerb mit ihren Konkurrenten z. B. des Luxusgüter-Konzerns LVMH, dessen Chef Bernard Arnault Inhaber anderer renommierter Weingüter wie Château d’Yquem und Château Cheval Blanc ist.
Das Marketing von Latour ist hoch professionell: statt große Partien noch nicht getrunkenen Weines schon beim Zwischenhandel verkauft zu haben und damit an künftigen möglichen Wertsteigerungen des Weines nicht mehr teilzuhaben, versteifte sich das Château auf eine extreme Verknappung der sogenannten Courtiers. Das Château hat 40 % des Weines von 2005 nach Stand November 2007 noch in eigenen Beständen. Bei 300.000 Flaschen Produktion allein des „Grand Vins“ sind demnach noch ca. 120.000 Flaschen (à 1.050 Euro) für den Inhaber-Konzern PPR (Pinault-Printemps-Redoute) verfügbar, ein Betrag weit über 100 Millionen Euro aus der Ernte eines einzigen Jahres, zusätzlich zu dem bereits getätigten Abverkauf von 60 % des Weines an den Zwischenhandel der Courtiers.
Latour baut einen als „Zweitwein“ wahrgenommenen Wein „Les Forts de Latour“ an, der jedoch nicht dem klassischen Zweitwein-Konzept entspricht, nicht von z. B. jüngeren Rebflächen oder aus (für den Erstwein) verworfenen Partien stammt, sondern der auf gesonderten Flächen innerhalb derselben AOC Pauillac angebaut wird.
Die Erträge junger Pflanzen gehen in den Drittwein mit dem Namen „Pauillac de Latour“. Junge Pflanzen stehen nicht auf separierten Flächen, sondern mitten in dem riesigen ummauerten Weinberg („L’Enclos“). Jeder kranke oder zu alte Weinstock wird im l’Enclos einzeln herausgenommen und gegen eine Jungpflanze ersetzt. In dem Areal existieren vereinzelt auch Pflanzen mit einem Alter von mehr als 100 Jahren. Diese Art der Weinbergspflege ist ungewöhnlich aufwändig, selbst für ein Premier-Cru-Gut. Hingegen genießt das Chateau auch den Ruf, selbst in mäßigen Jahren außergewöhnlich gute Weine hervorzubringen.

## Auszeichnungen
- Der 1990er Wein von Château Latour wurde von der Zeitschrift „Wine Spectator“ als Wein des Jahres 1993 ausgezeichnet.

## Trivia
- In dem Animationsfilm Ratatouille versucht der bösartige Küchenchef Skinner, nachdem er Verdacht von Linguinis Geheimnis geschöpft hat, dass nicht Linguini selbst, sondern eine Ratte (Rémy) hinter seinen Kochkünsten steckt, den jungen Koch durch den Genuss einer Flasche Chateau Latour 1961 zum Reden zu bringen.
- Im Spiel Return to Castle Wolfenstein kann der Spieler Flaschen 1938er Latour finden, mit denen er seine Gesundheit wiederherstellen kann.[3]
- Im Film Schindlers Liste wird in der Mitte der Szene im Tanzlokal bei der Bestellung der Weine der Vorschlag des Kellners für einen Deutschen Riesling von Oskar Schindler verneint und nach einem Château Latour gefragt.